# 末思信
末思信（叙利亚语：Mār Sîsin，？-291/292年），又作西辛纽斯（拉丁语：Sisinnius），摩尼教创建者摩尼的十二使徒之一，早期教会最有影响力的传教士之一，初代教会的核心人物，摩尼教教廷首任教宗。

## 传教
末思信为摩尼亲自拣选的十二使徒之一。摩尼在世时，他在摩尼教内部就具有较高地位。在摩尼离开巴比伦时，他负责承担教会的内部工作。他也曾奉命前往罗马帝国和中亚传教。约261-262年，末思信前往木鹿（Mary）视察，很满意在那里的传教情况，并派人带两本圣书去见正在赞布城传教的末阿莫，允许其在木鹿抄写这些书。

## 引领教会
273年，末阿莫去探望狱中的摩尼，摩尼向末阿莫传递了“最后的书信”，交待了教会事务。274年，摩尼被巴赫拉姆一世下令处死。276年，末思信受命成为摩尼教巴比伦总教会首任教宗。也有说法认为末思信在摩尼死后五年才担任教宗。末思信担任了十年教宗，他在巴比伦教廷领导摩尼教徒坚持信仰，使泰西封成为摩尼教圣座驻锡之地，得到全世界所有摩尼教徒的一致认可。286年，巴赫拉姆一世掀起了新一轮迫害摩尼教徒的浪潮，末思信在此次迫害中殉教。敦煌文书《下部赞》中留下了他的绝笔信《叹无常文》，告诫教友们不要贪恋世间的物质享受、为暗魔迷惑而执着于肉身，要在生前勤奋修行，死后上升天国，使自己明性得以解脱。

## 纪念
末思信死后，十二使徒之一的伊利诺斯（拉丁语：Innaios）继任他担任了教宗。在伊利诺斯的外交努力下，对于摩尼教的迫害暂时告一段落。摩尼教徒为了纪念末思信的牺牲，在每年新月初现时进行为期两天的斋戒，成为每年的五次“双日斋”之一。